# Анте Трумбич
Анте Трумбич (на хърватски: Ante Trumbić) е виден хърватски и югославски юрист и политик.
Той е деец на хърватски политически партии, лидер на Хърватската селска партия, важна фигура в създаването на Кралството на сърби, хървати и словенци, първият външен министър на Югославия (1918 – 1920).
Роден в Сплит, Далмация, той учи право в Загреб, Виена и Грац. От 1890 г. работи като адвокат.
През 1895 – 1914 година е депутат в Далматинския събор (на Кралство Далмация в Австро-Унгария). Става кмет на Сплит през 1905 година. Привърженик е на постепенни реформи в славянските провинции на Австро-Унгария.
След атентата в Сараево Трумбич заминава за Италия и по време на Първата световна война развива политическа дейност в емиграция. Става основен организатор и председател на Югославския комитет, като действа в Лондон и се опитва се да убеди сръбското правителство на Никола Пашич в ползата от образуване на равноправен съюз на хървати, словенци и сърби. Тези усилия довеждат до Декларацията от Корфу, подписана през лятото на 1917 г. Принц Александър, действащ като регент на крал Петър I, приема идеята за създаване на Югославия.
На Версайската конференция след Първата световна война Трумбич защитава югославските интереси срещу териториалните претенции на Италия по т.нар. спор за Далмация. През 1920 г. се оттегля от поста си на външен министър, заради надделяването на сръбските интереси в политиката на кралството.